# Victor Bourgeois
Victor Bourgeois (Charleroi, 29 augustus 1897 - Brussel, 24 juli 1962) was een Belgisch architect uit de 20e eeuw.
Victor Bourgeois was de belangrijkste voortrekker van het internationale Modernisme in België, samen met Léon Stynen. Hij realiseerde een omvangrijk gebouwd en geschreven oeuvre. Daarnaast was hij leraar en oprichter van tal van artistieke tijdschriften.
Hij ontwierp onder meer de Cité Moderne (Moderne Wijk) in Sint-Agatha-Berchem, een van de tuinwijken in Brussel, die tussen 1922 en 1925 gebouwd werd. Ook ontwierp hij een huis op de Weissenhofsiedlung in Stuttgart.

## Bouwwerken
Enkele bouwwerken van de hand van Bourgeois zijn:
- Stadhuis van Oostende
- Villa La Jeannerie

Cité Moderne (Moderne Wijk, Sint-Agatha-Berchem, 1922-1925)
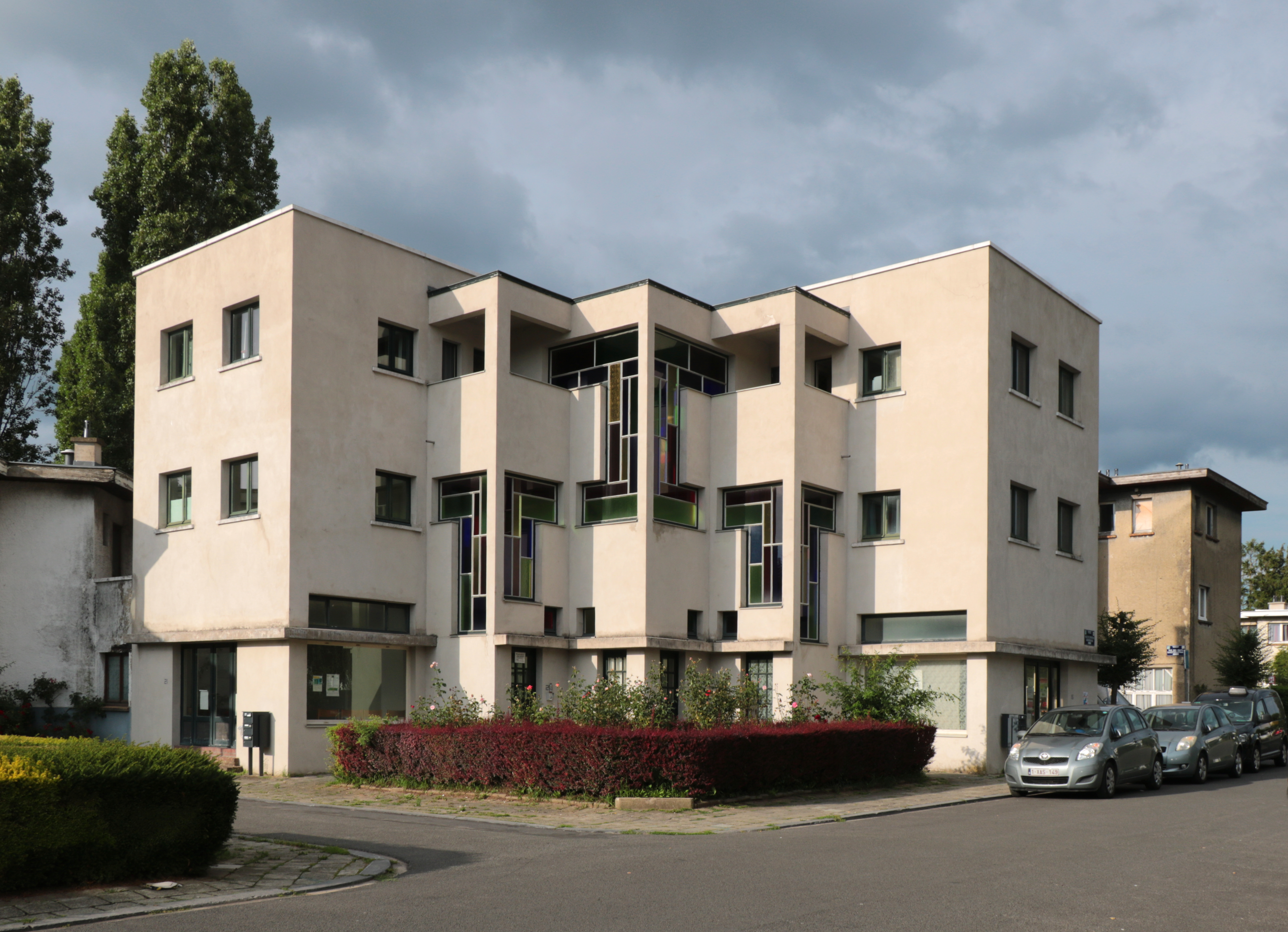
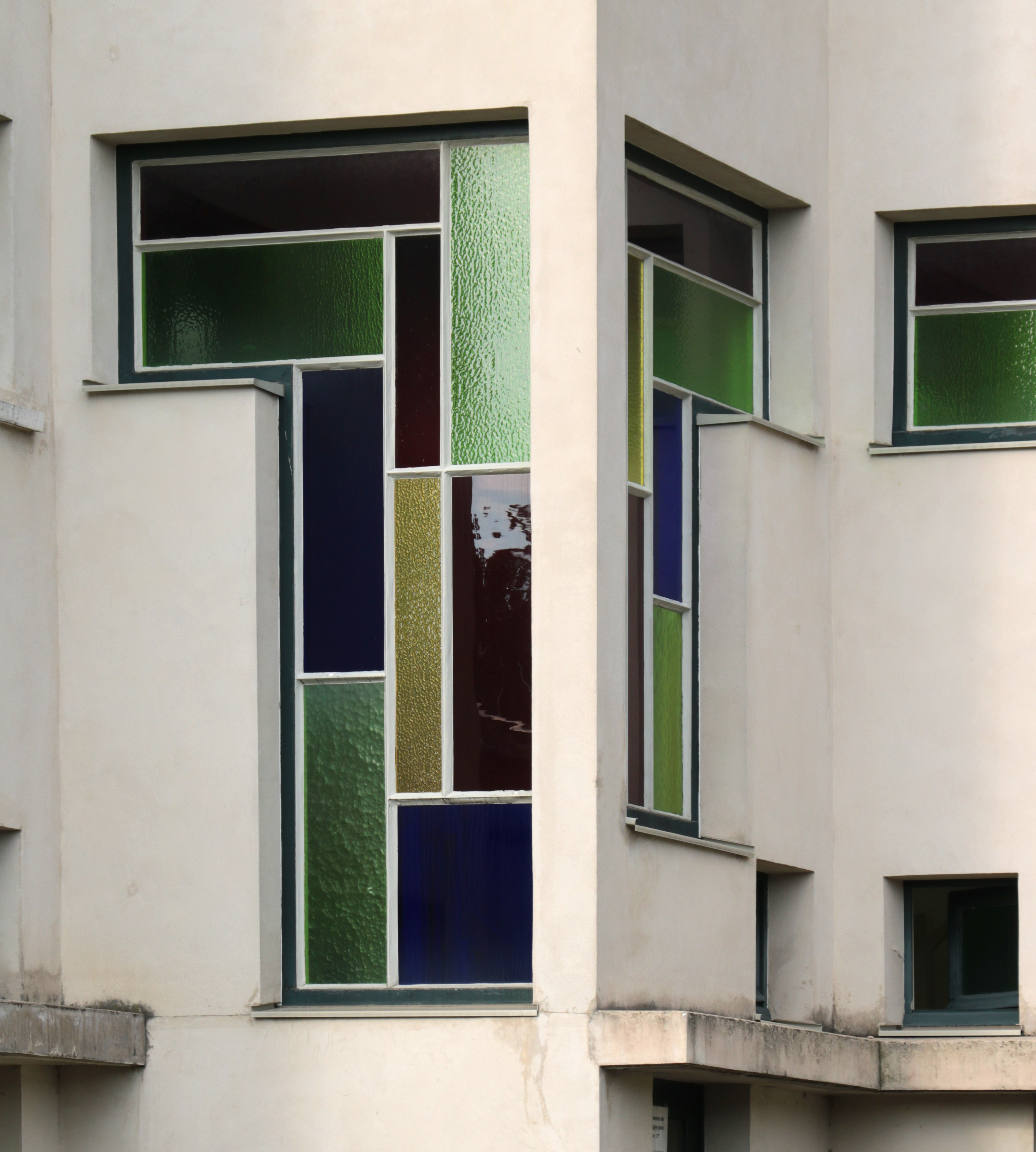
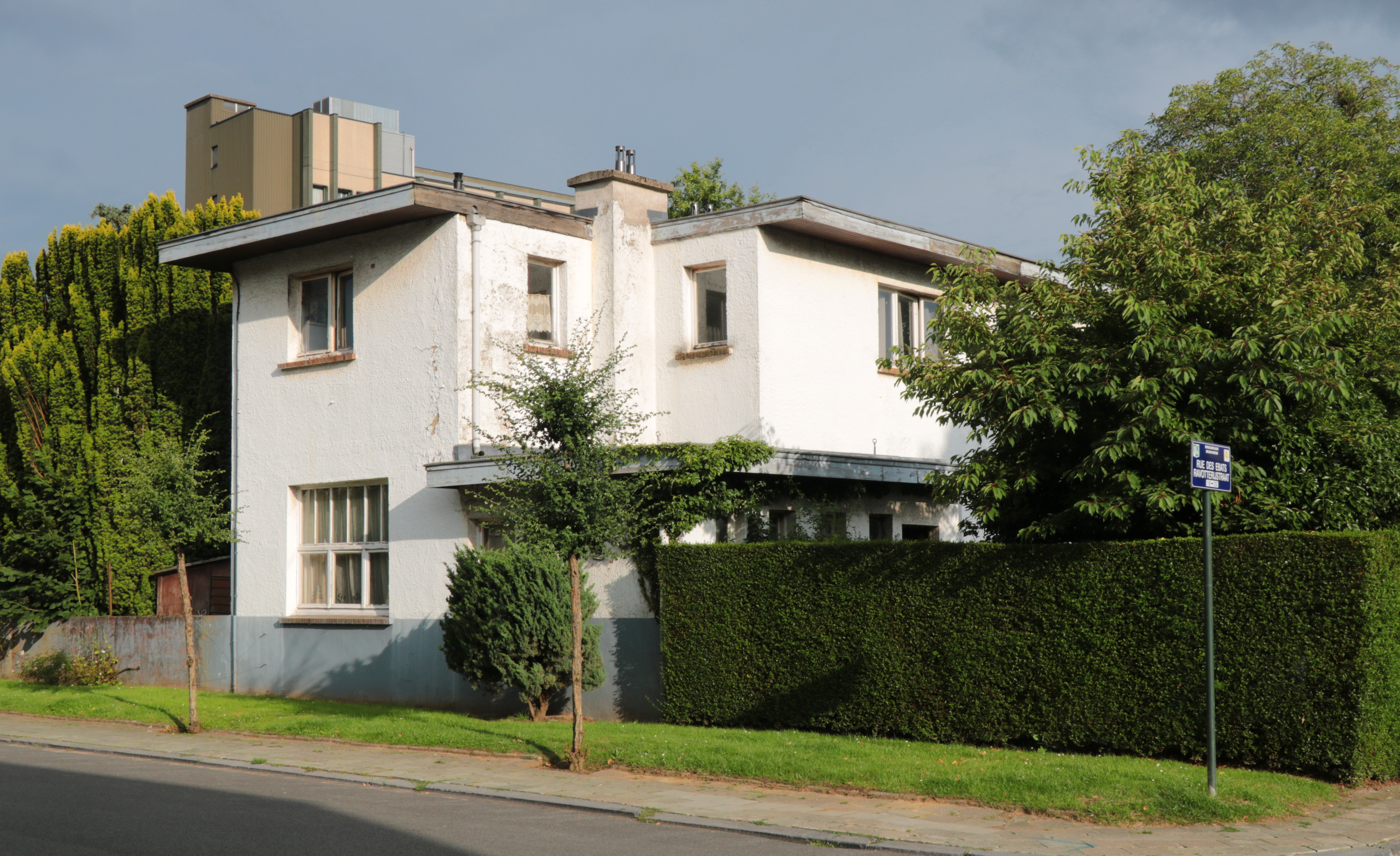

- Bibsys: 90927871
- Bibliothèque nationale de France: cb12859864g (data)
- Catàleg d'autoritats de noms i títols de Catalunya: 981058509499106706
- Gemeinsame Normdatei: 120356201
- International Standard Name Identifier: 0000 0001 2137 451X
- Library of Congress Control Number: nr93004457
- Nationale Bibliotheek van Letland: 000273055
- Nationale Bibliotheek van Israël: 987007358609705171
- Nederlandse Thesaurus van Auteursnamen: 117174270
- RKD-Nederlands Instituut voor Kunstgeschiedenis: 11520
- SNAC: w61g2n85
- Système universitaire de documentation: 067240968
- Union List of Artist Names: 500012693
- Virtual International Authority File: 66594534
- WorldCat: E39PBJxGVMQfqdQJ3Gw8rCp773